# پل مک‌گوگان
پل مک‌گیان (انگلیسی: Paul McGuigan؛ زادهٔ ۱۹ سپتامبر ۱۹۶۳) کارگردان اهل اسکاتلند است. وی از سال ۱۹۹۸ میلادی تاکنون مشغول فعالیت بوده است.
از آثار او می‌توان به اسید هاوس و فشار ، ویکتور فرانکنشتاین (فیلم) اشاره کرد.